# Ailly
Ailly település Franciaországban, Eure megyében. Lakosainak száma 1230 fő (2022. január 1.). Ailly Acquigny, Clef-Vallée-d'Eure, Fontaine-Bellenger, Heudreville-sur-Eure és Saint-Julien-de-la-Liègue községekkel határos.

## Népesség
A település népességének változása:
| Lakosok száma | 417  | 604  | 755  | 1023 | 1161 | 1155 | 1159 | 1171 | 1191 | 1230 |
|               | 1968 | 1982 | 1990 | 2006 | 2013 | 2015 | 2017 | 2019 | 2020 | 2022 |